# Гусарский полк

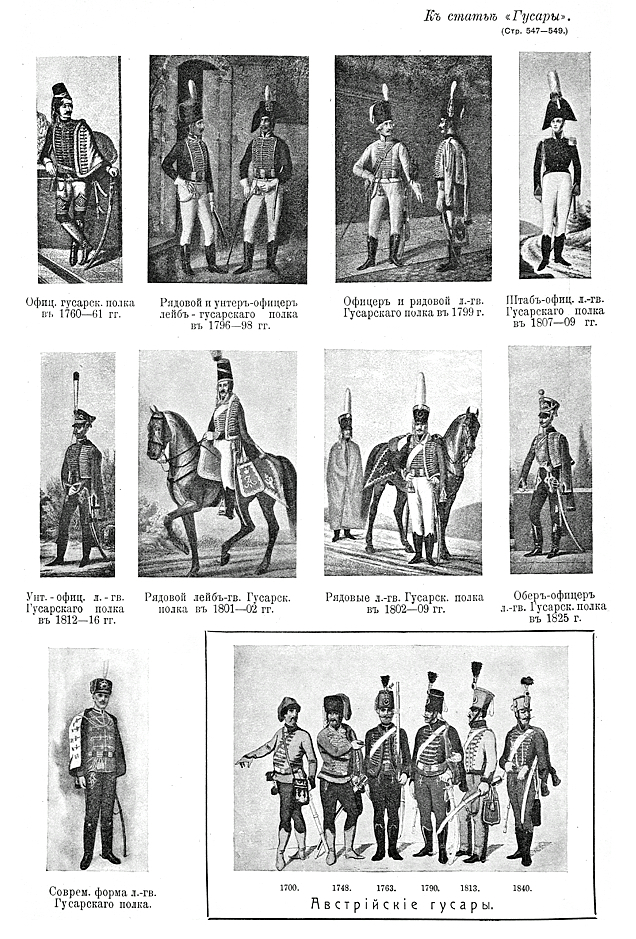
Рисунки из статьи «Гусары»
(«Военная энциклопедия Сытина»)

Гусарский полк — формирование (воинская часть, полк) лёгкой конницы царского и императорского периодов истории России.
Полки данного рода оружия были предназначены для разведывательной, набеговой, сторожевой и связной служб. В походе гусары неизменно входили в состав авангарда и арьергарда, скрывая движение основных войск действующего формирования, ведя разведку действий противника. А в бою им поручалось преследование отступающего (бегущего) противника, а при неуспехе своих войск прикрывать отход основных войск. 
Гусарские полки были незаменимы для действий на вражеских коммуникациях в «партиях».

## История

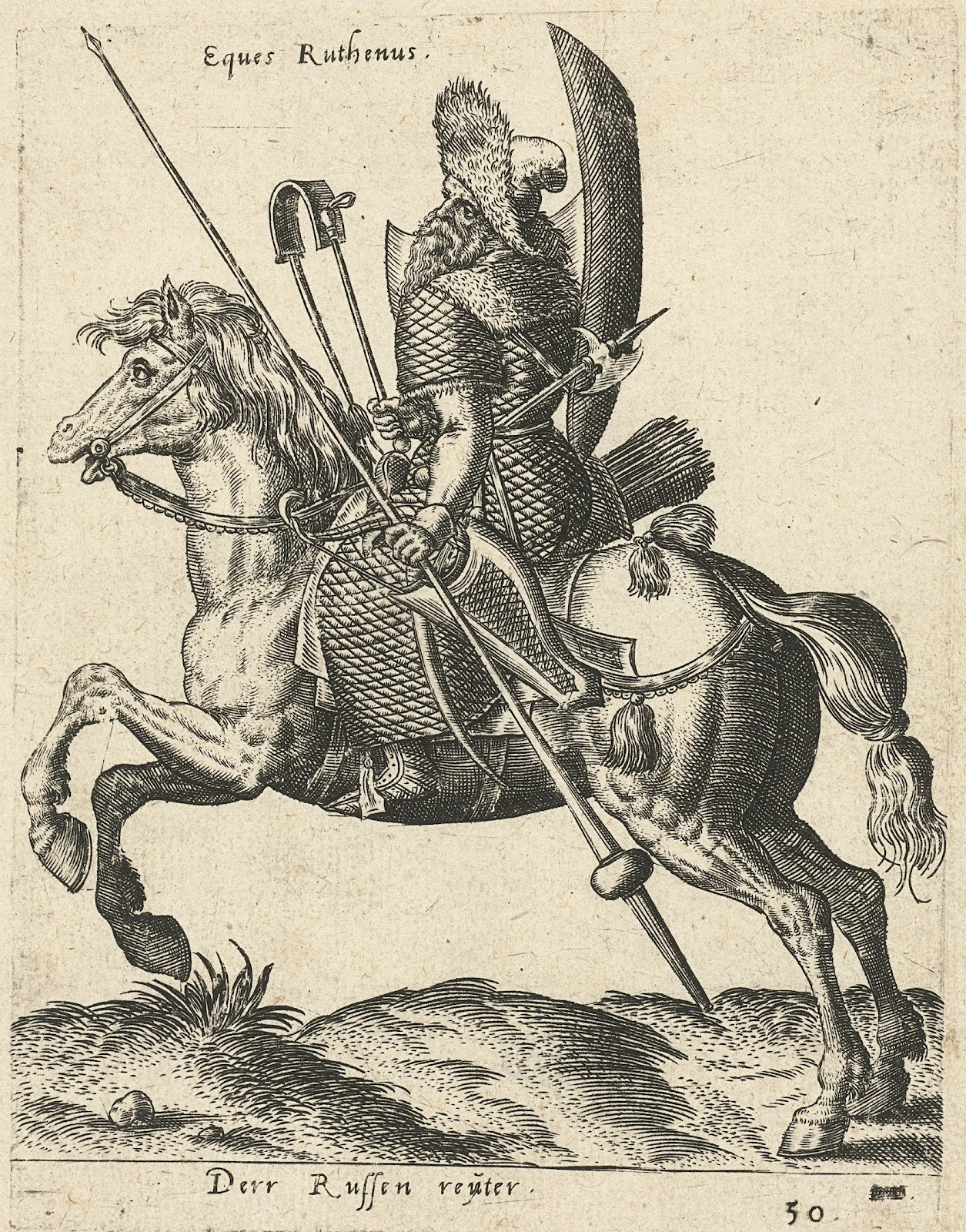
Русский гусар, на гравюре Авраама де Брейна.

В России о гусарских ротах как о войске «Нового (иноземного) строя» упоминается в 1634 году. К 1654 году эти роты были развернуты в полк под командой полковника Х. Рыльского. Весной 1654 года гусарский полк Рыльского торжественно выступает из Москвы, но уже через год пропадает из документов. Вероятно, он не оправдал себя и были переведён в рейтарский строй.

У нашего великого государя, против его государских недругов, рать собирается многая и несчётная, а строения бывает разного:

многие тысячи копейных рот устроены гусарским строем;

другие многие тысячи копейных рот устроены гусарским, конным, с огненным боем, рейтарским строем;

...

То у нашего великого Государя ратное строение.— Описание Русского войска, данное Козимо Медичи, во Флоренции, стольником И. И. Чемодановым (посол в Венеции), в 1656 году.
В сентябре 1660 года, гусарские роты организует в Новгородском разряде князь Иван Хованский. Эти роты великолепно проявили себя в боях русско-польской войны и в августе 1661 года были развернуты в полк, который из Оружейной палаты получил «гусарские древки» (копья) и доспехи. В дневнике Гордона говорится о трёх ротах гусар, участвовавших в Кожуховском походе 1694 года. Последнее упоминание гусар этой организации приходится на 1701 год, когда гусары были набраны в Новгородский драгунский полк. Так же был Сводный копейно–рейтарско-гусарский полк стольника и полковника Якова Челищева. В 1701 году данное сводное формирование действовало в районе Печерского монастыря «для сбережения Псковского уезду уездных крестьян», позже он был переформирован в гарнизонный драгунский полк, и в период с 1713 года по 1715 год находился в Смоленске.
Русские гусары, возглавлявшиеся в 1654 году полковником Христофором Рыльским, носили крылья. В Оружейной палате сохранился русский гусарский доспех XVII века. Русские гусары могли снабжаться и рейтарским доспехом. Так, например, поступил князь Хованский в 1661 году, когда он не успел получить гусарские латы. Как писал князь: «360 лат у меня в полк приняты. Из этого числа отдано гусаром 91 латы, по нужде на время, покамест по Твоему (царскому) указу присланы будут ко мне гусарские латы, а остальные 269 латы отданы в полк полковника Давыда Зыбина рейтарам… А гусарские латы и шишаки ко мне в полк июля по 7 число не бывали, а гусаром без лат и шишаков и без наручней отнюдь нельзя быть».
В апреле 1707 года Пётр I поручил сербскому полковнику Апостолу Кичичу сформировать полк гусар из проживавших в Южной России (Новороссия) волошских, сербских и других южнославянских выходцев. В результате была сформирована так называемая Волошская хоронгвь или Гусарские волошские полки:
- полковника Апостола Кичича[6];
- полковника Василия Танского[6];
- полковника Михаила Брашевяна[6];
- полковника Сербина[6].

Участвовали в Северной войне.
Ко времени Прутского похода 1711 года число сербских, волошских и польских гусарсих полков увеличилось до шести. После похода эти полки были переформированы в два гусарских полка. В дальнейшем на русской службе было оставлено 1 500 волошских гусар, из которых сформировали три полка:
- полковника Апостола Кичича[6];
- полковника Василия Танского[6];
- полковника Сербина[6][10].

Они просуществовали до 1721 года, когда были расформированы после заключения Ништадтского мирного договора из за дороговизна их содержания, как наёмных формирований, и их недисциплинированности.
Но в октябре 1723 года император Пётр I именным указом повелел сербскому майору Ивану Альбанезову (Албанезу) сформировать Сербский гусарский полк в составе 316 человек (из них 285 рядовых). Набрать полк по штату не удалось, и в 1726 году личный состав распределили по слободским полкам, но уже в следующем году вновь собрали, выделив для поселения земли на окраине России (Украина) и повелев увеличить штат до 1 000 человек, взяв недостающие шесть сотен из слободских полков. 3 сентября 1728 года штат был сокращен до 600 человек, число сербов следовало пополнять за счёт молодых черкасов. В 1729 году полк был поселён на территории между острогом Тор и Украинской линией.
К 1733 году в полку насчитывалось 197 человек личного состава (130 рядовых), в связи с чем командиром полка Иваном Стояновым были приняты активные меры по вербовке сербов — в частности, в Австрийском крае Священной Римской империи.
В 1736 году, в связи с началом русско-турецкой войны, штат полка был доведен до 1 160 человек в 10 ротах. В 1737 году было разрешено, помимо малороссийских и запорожских казаков принимать в полк венгерцев, валахов, трансильванцев и молдаван. К 1740 году полк насчитывал 1 045 человек. Сербский гусарский полк принимал участие в штурме Очакова, сражениях при реке Прут и Хотине.
14 октября 1741 года указом Анны Леопольдовны состав четырёх существующих гусарских полков (Сербского, Венгерского, Молдавского и Грузинского) был приведён к единообразию: 963 человека в 10 ротах. Полкам присвоены цвета мундиров.
В 1764 году два пандурских полка, вместе с Новомиргородским гарнизоном и сербскими гусарами, переформировываются в три поселённых конных полка: Чёрный и Жёлтый гусарские и Елисаветградский пикинёрный.
24 декабря 1776 года был дан указ о сформировании девяти гусарских полков на территории Азовской и Новороссийской губерний для защиты южных границ империи, из кадра упразднённых кавалерийских частей:
- Славянский;
- Иллирический;
- Сербский;
- Болгарский;
- Далматский;
- Волошский;
- Молдавский;
- Македонский;
- Венгерский.

Сербский гусарский полк в 1783 году поступил на сформирование Ольвиопольского гусарского полка.
В 1783 году было принято Высочайшее решение и армейские гусарские полки переименовали в легкоконные и вошли в состав Екатеринославской конницы. В период правления Павла Первого, четыре полка были расформированы, и их личный состав пошёл на доукомплектование полевых полков, шесть переименованы в гусарские, а один в кирасирский. 
В ходе Отечественной войны 1812 года гусарские формирования послужили основой для создания ряда партизанских отрядов (отрядов лёгкой конницы), которые наносили внезапные удары по коммуникациям французских войск. За мужество и героизм личного состава гусарских формирований проявленные в боях против войск объединённой Наполеоном Европы четыре полка гусар удостоились Георгиевских штандартов, 9 полков — Георгиевских и серебряных труб, 10 полков — знаков «За отличие» на киверах, а Гродненский гусарский полк за отличия в бою при Клястицах переименован в Клястицкий генерала Я. П. Кульнева. 
| Полк                 | Доломан | Воротник | Обшлага | Ментик | Чакчиры | Ташка | Обкладка ташки | Чепрак | Обкладка чепрака | Приборный металл |
| Лейб-Гусарский       |         |          |         |        |         |       |                |        |                  |                  |
| Ахтырский (12)       |         |          |         |        |         |       |                |        |                  |                  |
| Изюмский (11)        |         |          |         |        |         |       |                |        |                  |                  |
| Сумской (1)          |         |          |         |        |         |       |                |        |                  |                  |
| Елизаветградский (3) |         |          |         |        |         |       |                |        |                  |                  |
| Мариупольский (4)    |         |          |         |        |         |       |                |        |                  |                  |
| Белорусский (7)      |         |          |         |        |         |       |                |        |                  |                  |
| Александрийский (5)  |         |          |         |        |         |       |                |        |                  |                  |
| Павлоградский (2)    |         |          |         |        |         |       |                |        |                  |                  |
| Лубенский (8)        |         |          |         |        |         |       |                |        |                  |                  |
| Гродненский          |         |          |         |        |         |       |                |        |                  |                  |
| Ольвиопольский       |         |          |         |        |         |       |                |        |                  |                  |
| Иркутский (16)       |         |          |         |        |         |       |                |        |                  |                  |

Позже гусарские полки участвовали в заграничных походах Русской армии 1813 — 1814 годов, в Русско-турецкой войне 1877 — 1878 годов. В 1882 году  было принято Высочайшее решение о переформировании всех, включая гусарские, кавалерийских полков в драгунские. В период военной реформы Николая Второго в 1907 году некоторым полкам возвратили наименование гусарских. Перед Первой мировой войной в русской армии насчитывалось 20 гусарских полков, 2 гвардейских и 18 армейских:
- лейб-гвардии Его Величества гусарский полк
- лейб-гвардии Гродненский гусарский полк

- Сумский 1-й гусарский полк
- Павлоградский 2-й гусарский полк
- Елисаветградский 3-й гусарский полк
- Мариупольский 4-й гусарский полк
- Александрийский 5-й гусарский полк
- Клястицкий 6-й гусарский полк
- Белорусский 7-й гусарский полк
- Лубенский 8-й гусарский полк
- Киевский 9-й гусарский полк
- Ингерманландский 10-й гусарский полк
- Изюмский 11-й гусарский полк
- Ахтырский 12-й гусарский полк
- Нарвский 13-й гусарский полк
- Митавский 14-й гусарский полк
- Украинский 15-й гусарский полк
- Иркутский 16-й гусарский полк
- Черниговский 17-й гусарский полк
- Нежинский 18-й гусарский полк

После Октябрьской революции и начала создания Красной армии гусарские полки были расформированы в первые месяцы 1918 г.

### Форма одежды по полкам в 1812 году

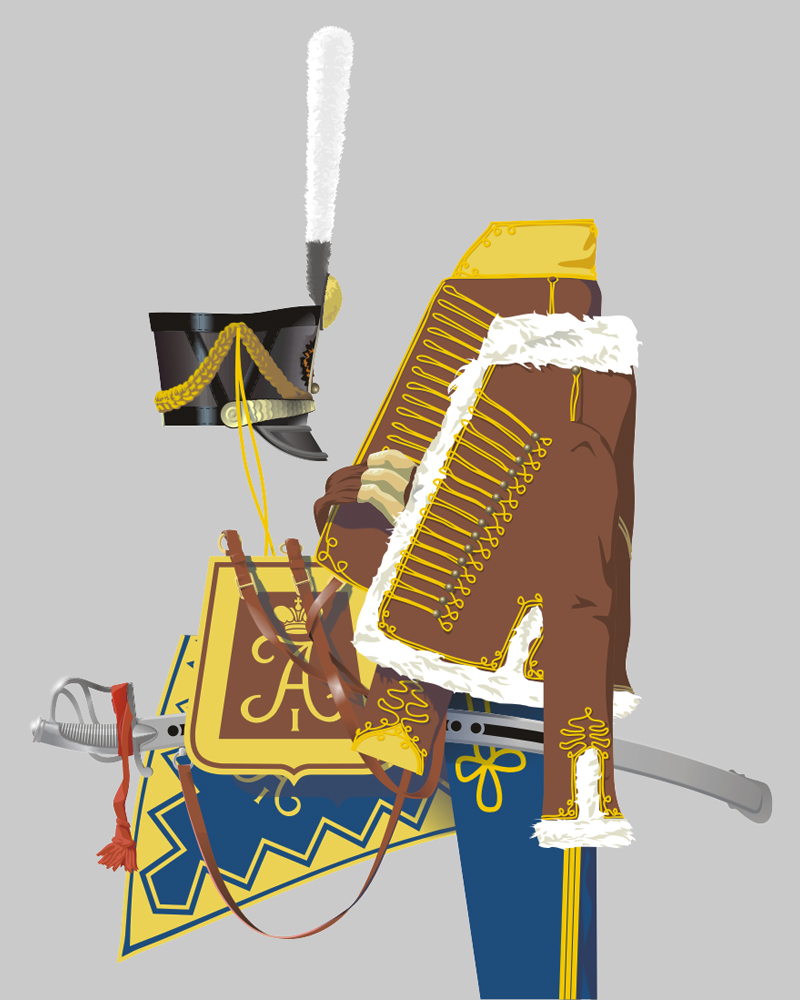
Ахтырский полк
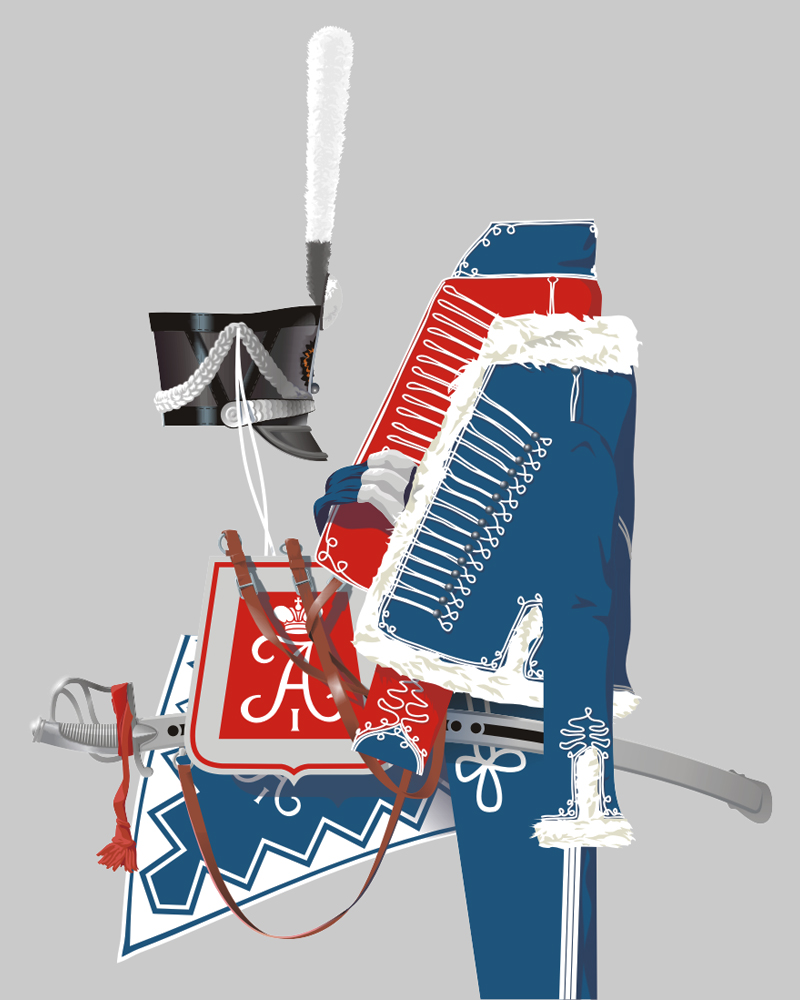
Изюмский полк
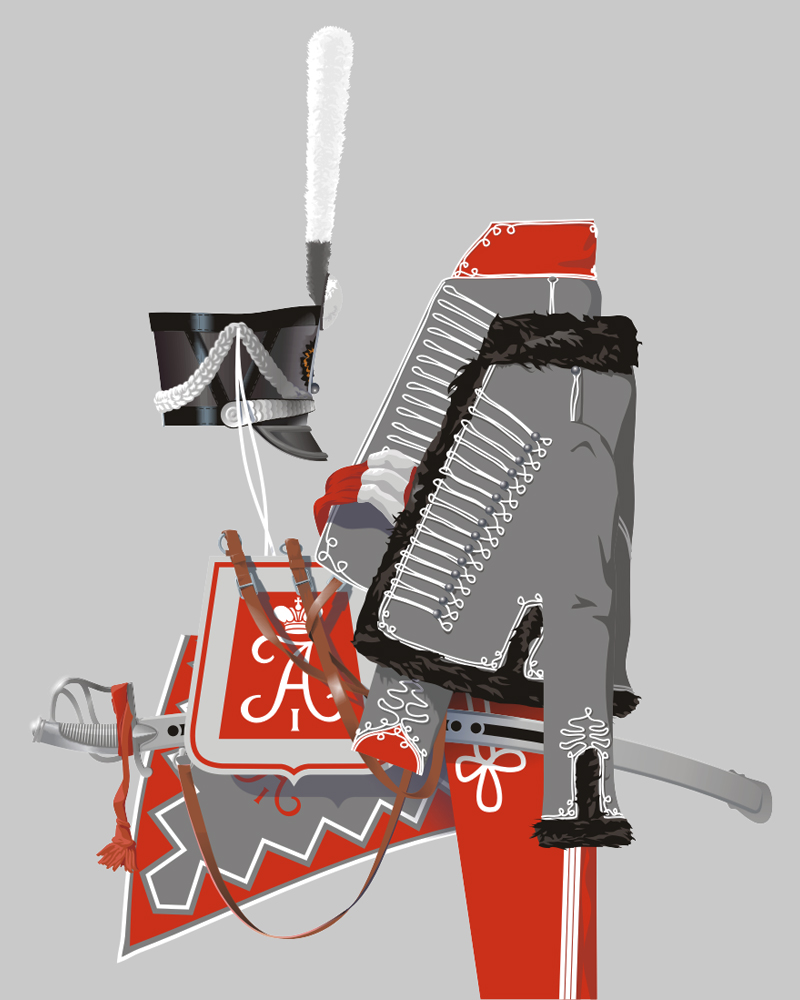
Сумской полк
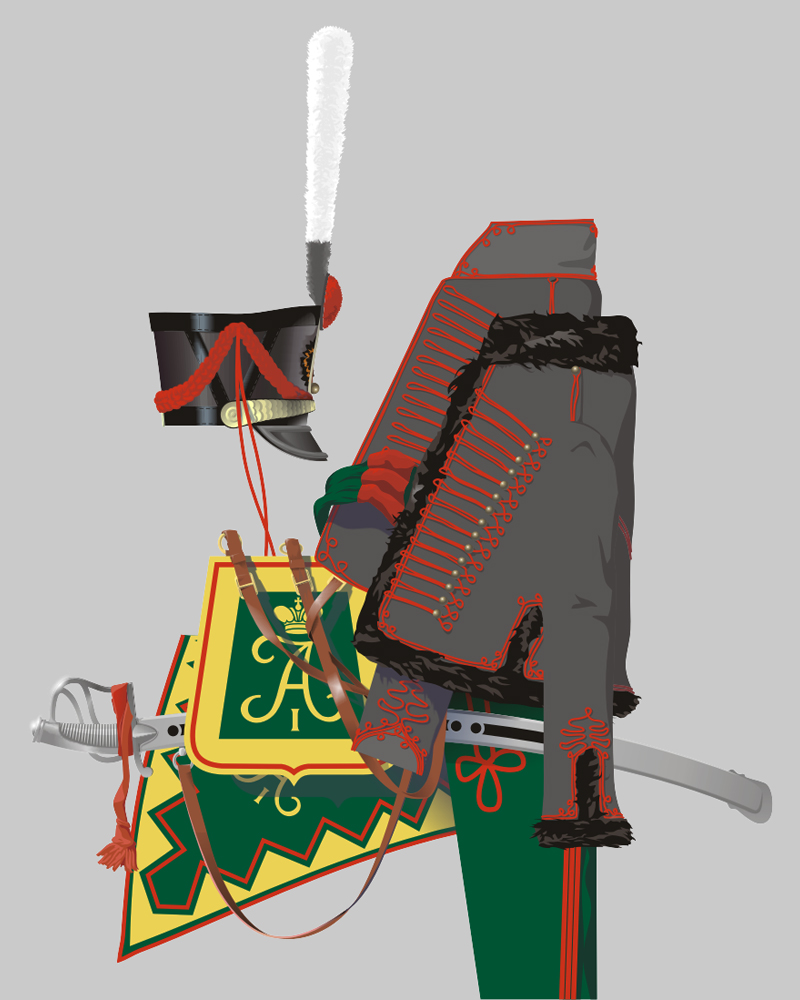
Елисаветградский полк
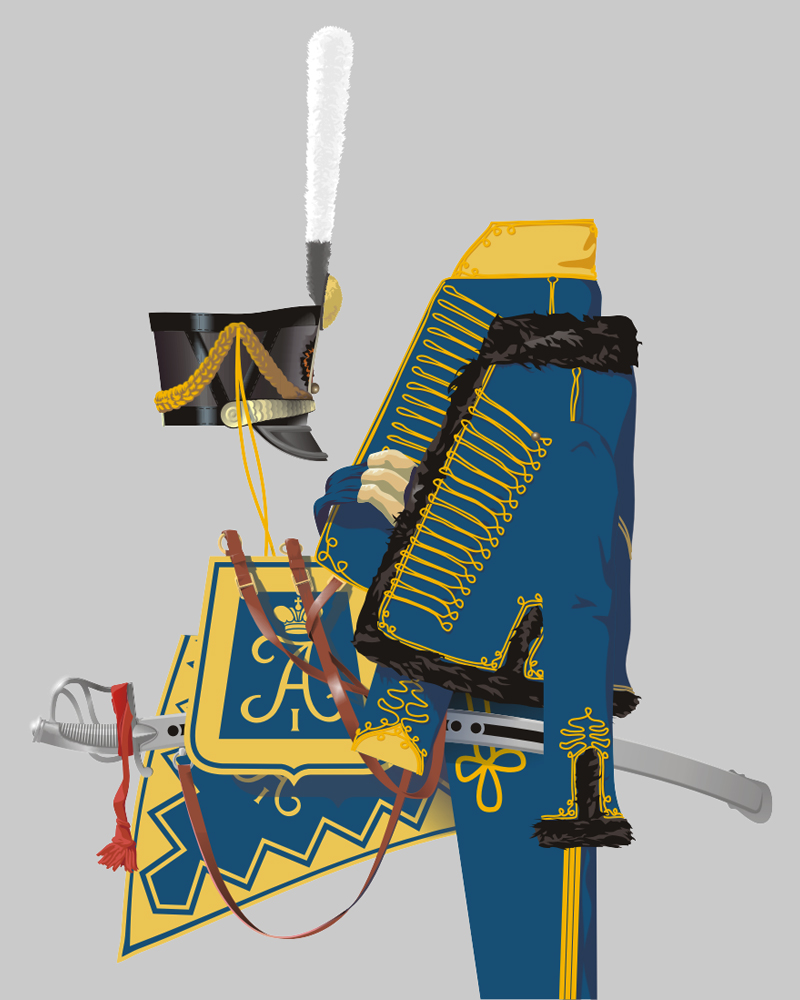
Мариупольский полк
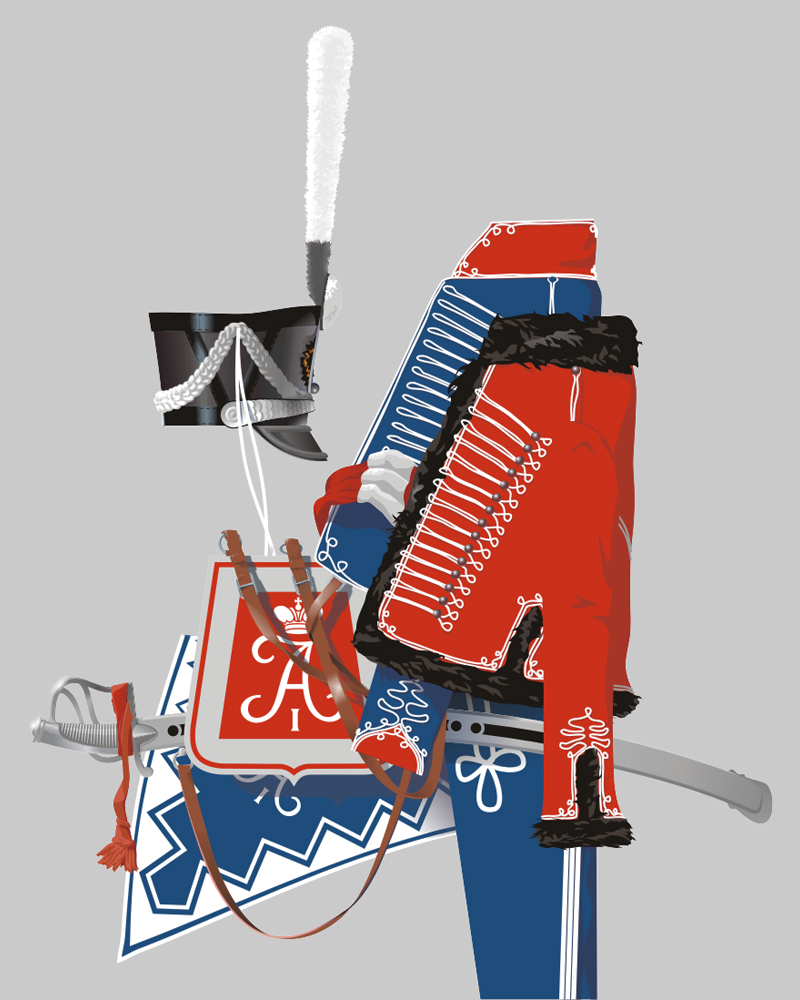
Белорусский полк
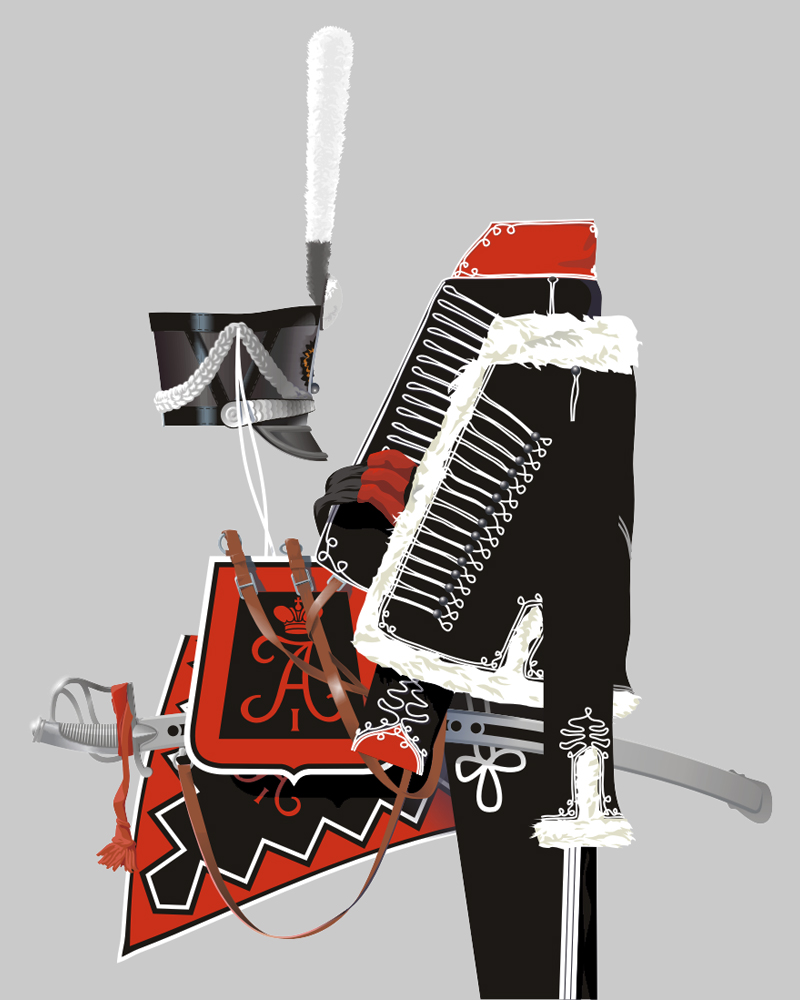
Александрийский полк
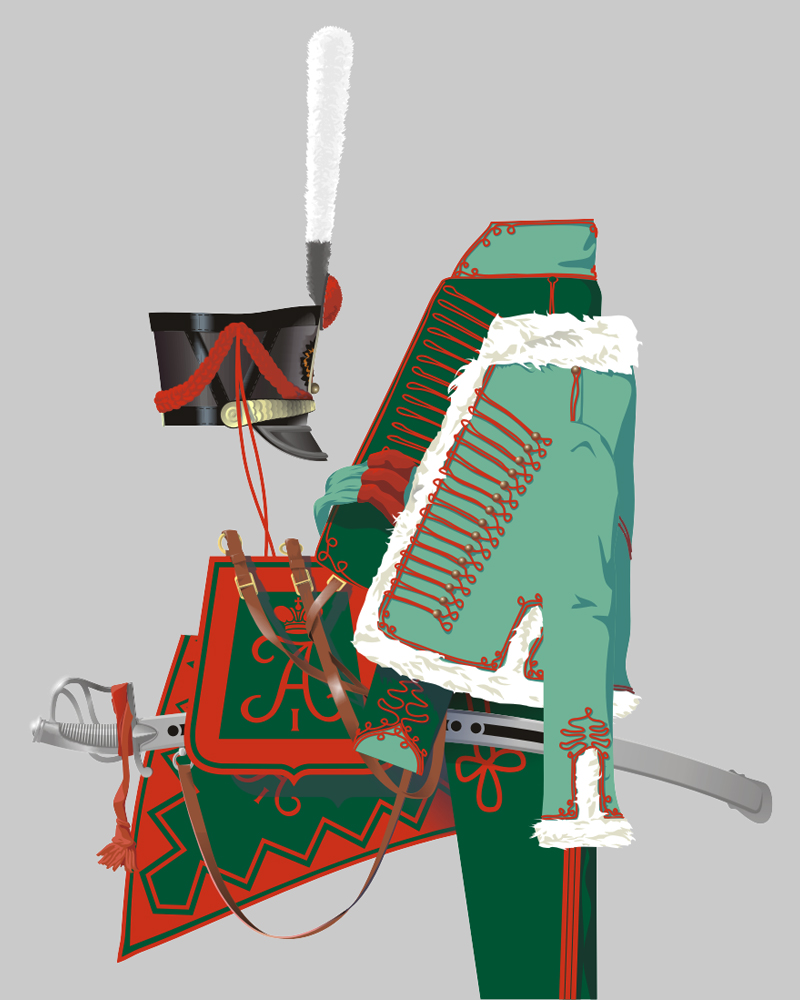
Павлоградский полк
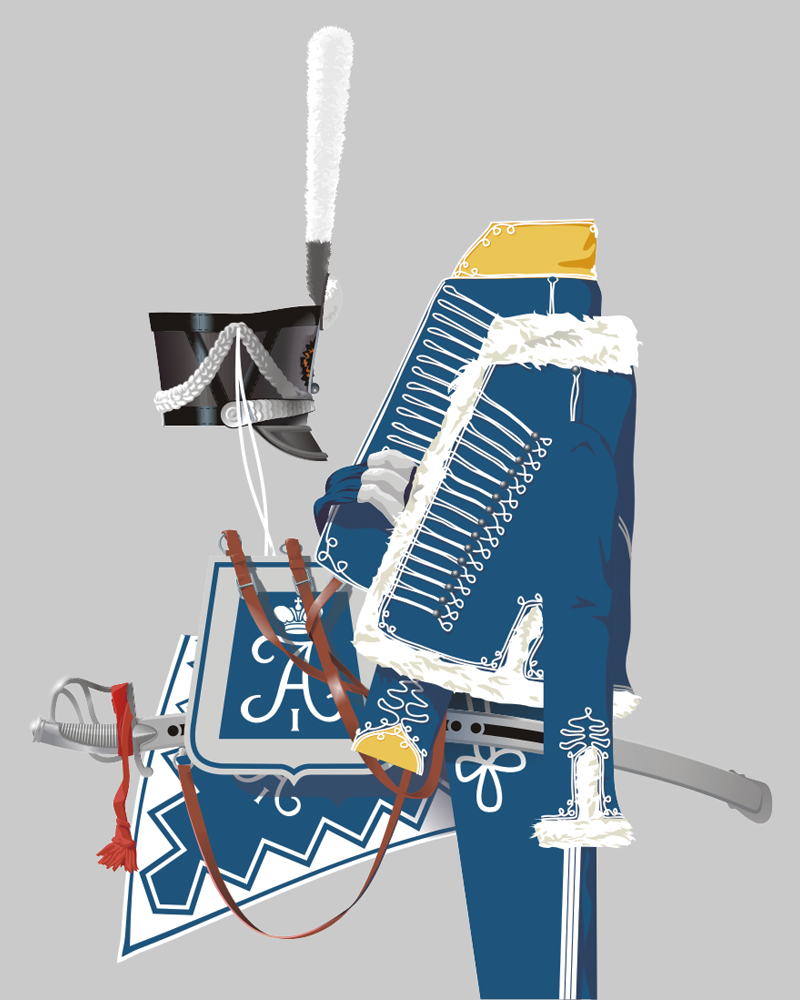
Лубенский полк
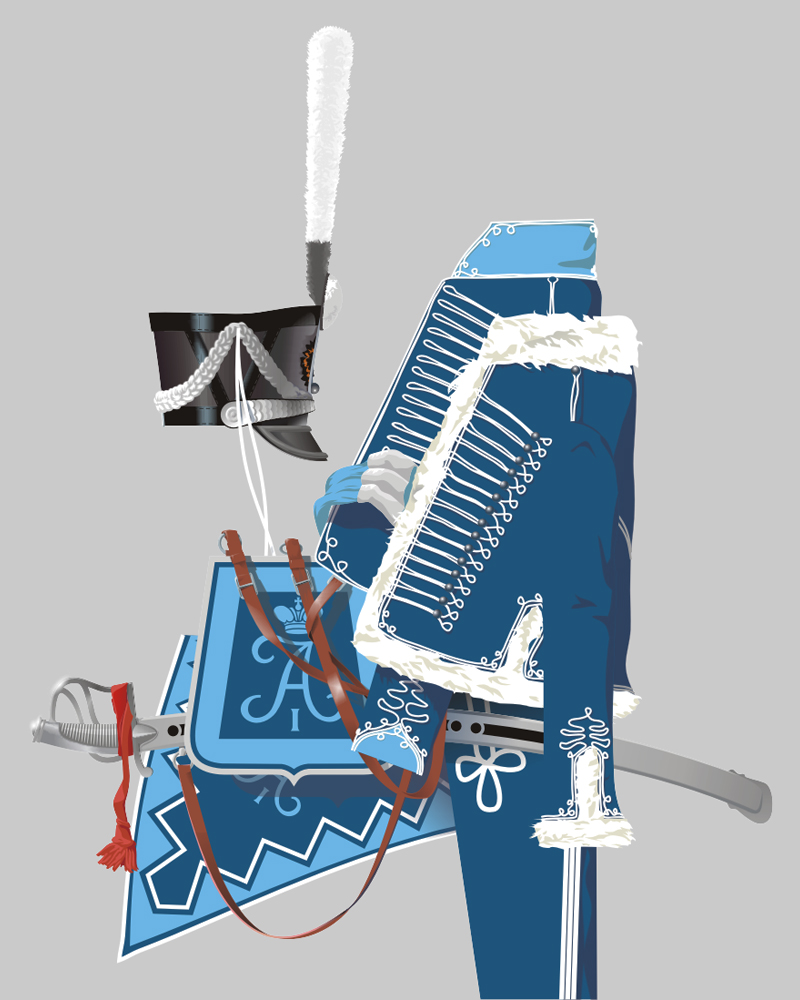
Гродненский полк
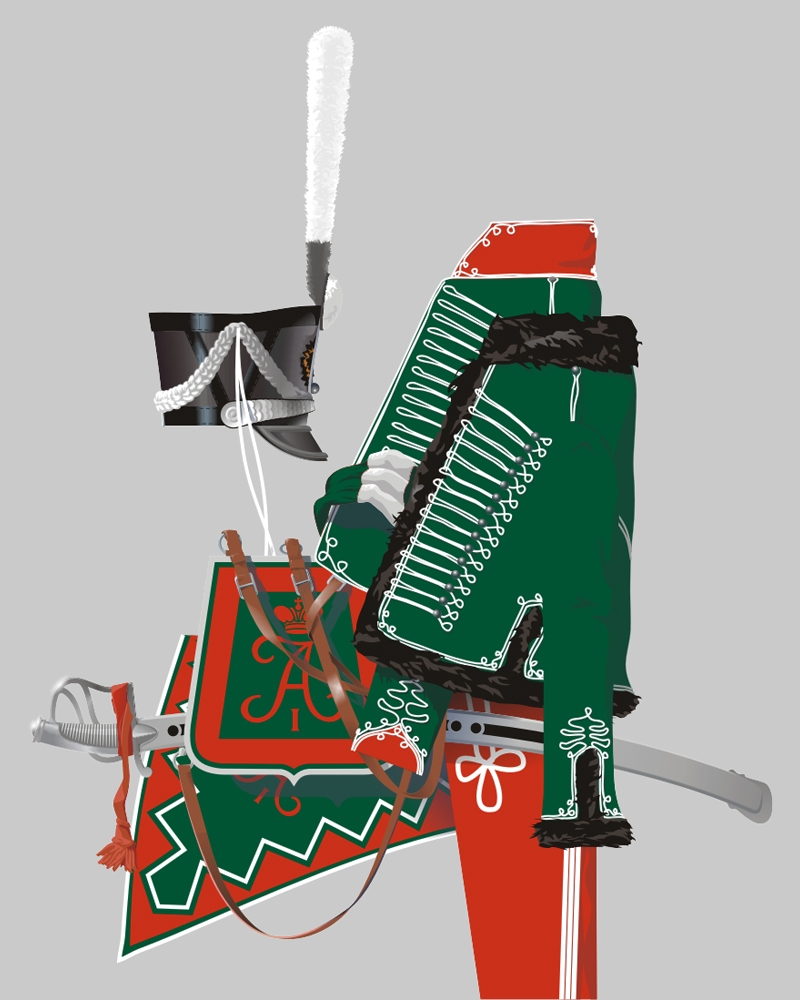
Ольвиопольский полк
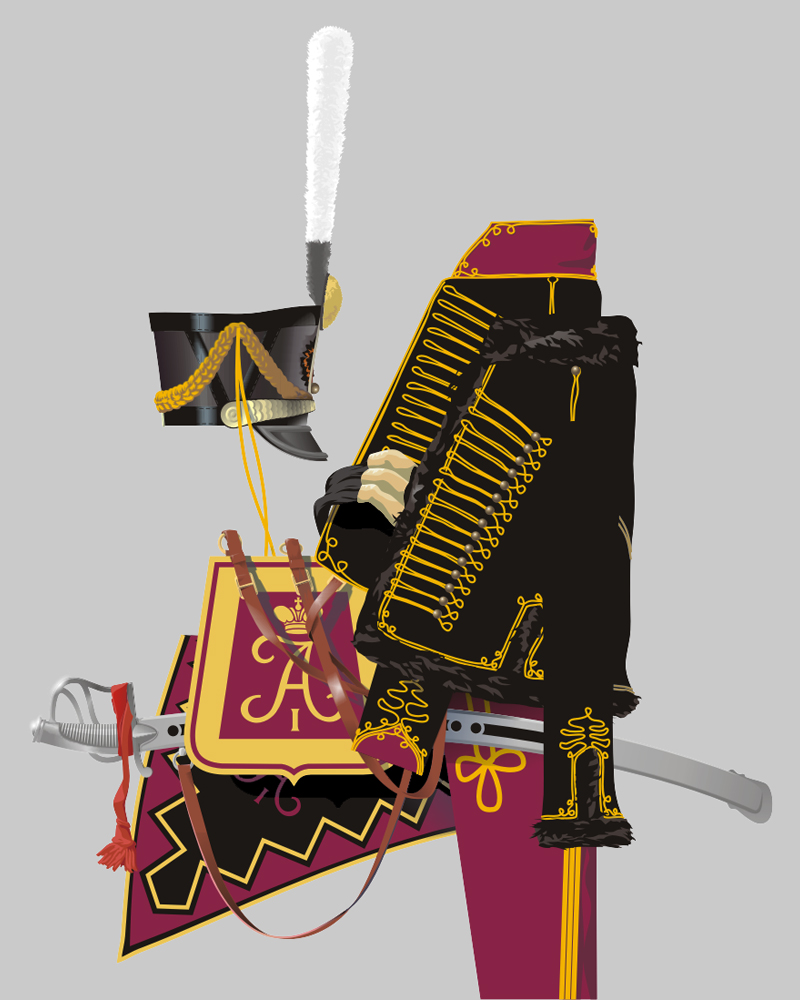
Иркутский полк

## Галерея

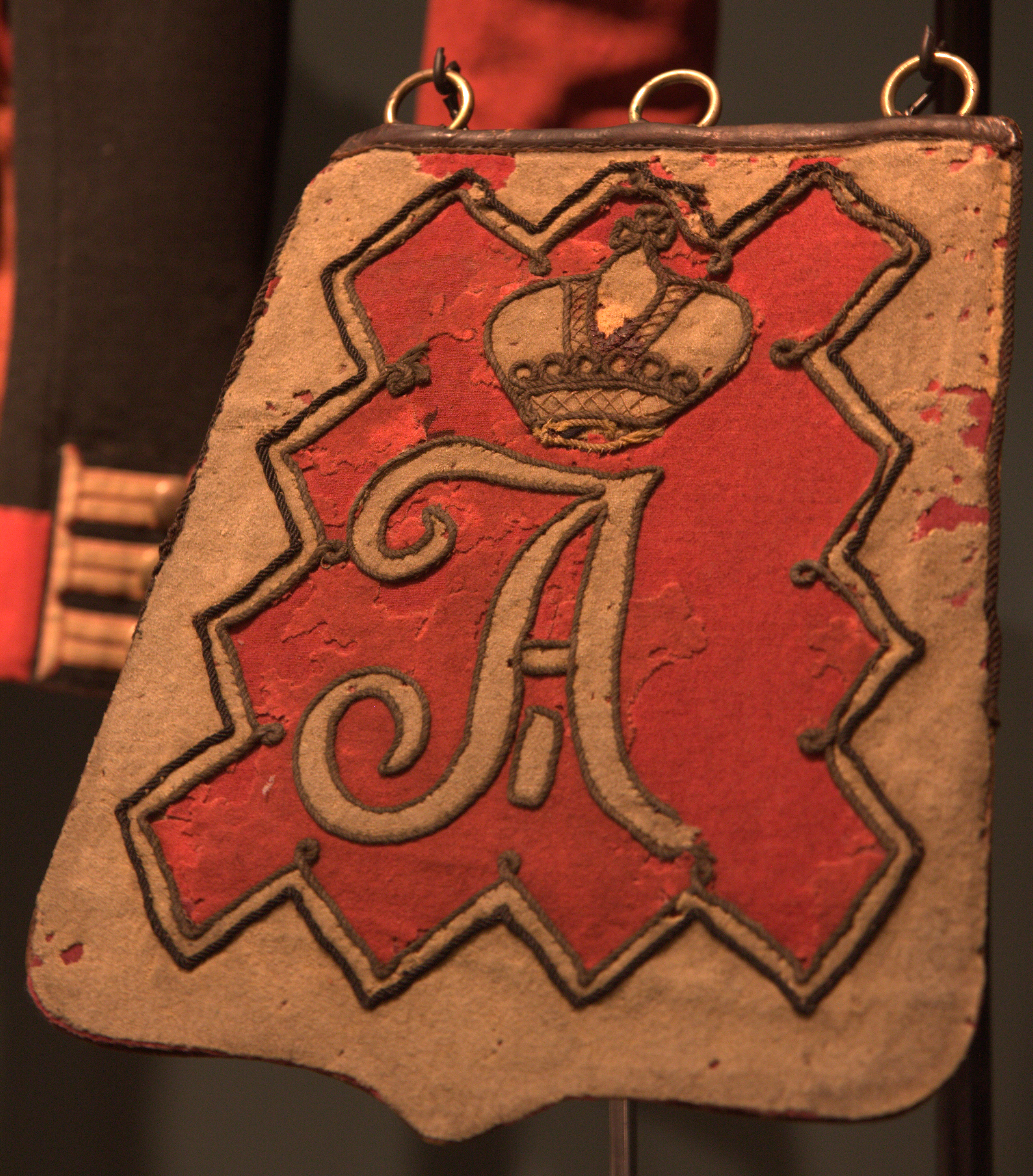
Ташка в Лейб-гвардии гусарском полку, образец с 1802 года по 1825 год.
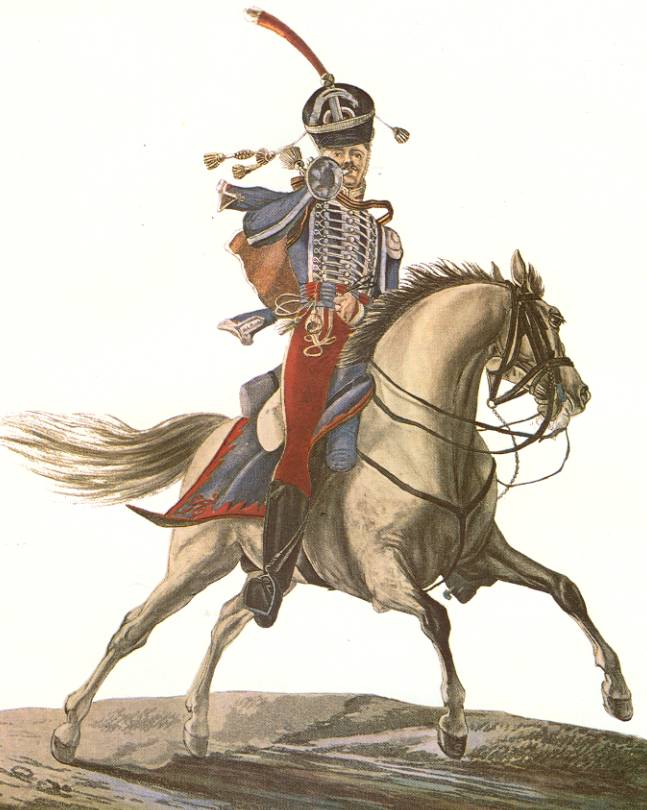
Форма одежды военнослужащего 1-го Сумского гусарского полка, 1812 год, рисунок Л. Киль.
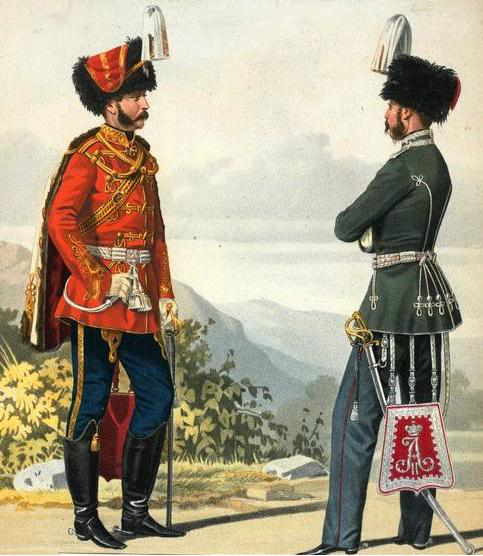
Пиратский К. К. Штаб-офицер лейб-гвардии Гусарского и обер-офицер лейб-гвардии Гродненского гусарского полков. 1858 год.
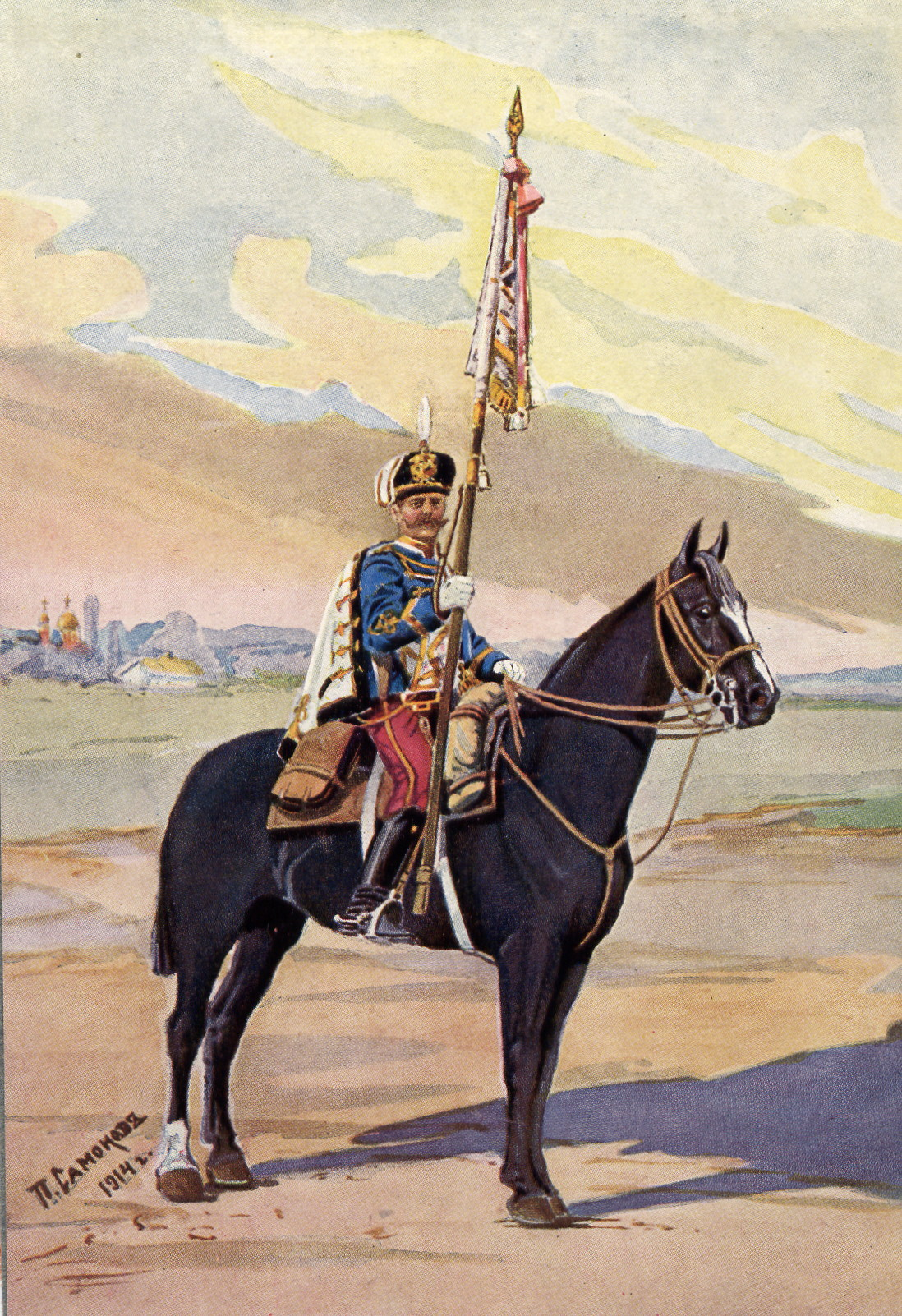
Вахмистр Елисаветградского гусарского полка с полковым штандартом. Рисунок подполковника Самонова.
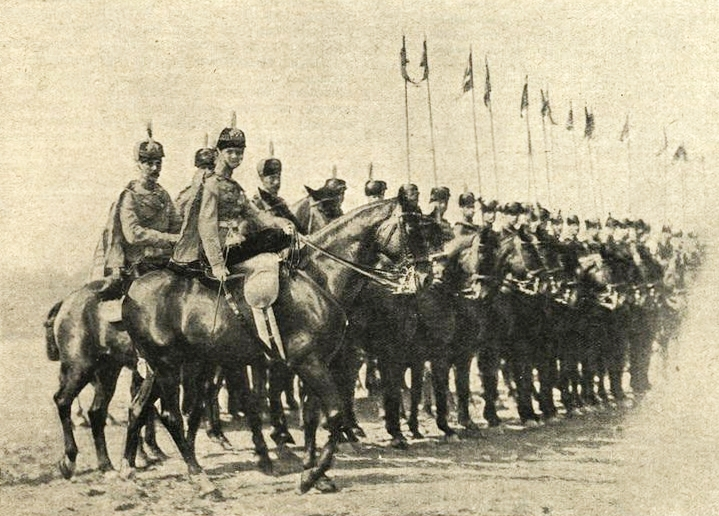
1913 год. Парад 3-му Елисаветградскому гусарскому полку в Петергофе.